# Chevrolet SS
Der Chevrolet SS ist eine Sportlimousine des US-amerikanischen Automobilherstellers General Motors. Er wurde in den USA zwischen 2013 (Modelljahr 2014) und 2017 angeboten.

## Modellgeschichte
Der SS ist die erste neue Chevrolet-Limousine mit Hinterradantrieb in den USA seit 1996. Er wurde beim Saisonauftakt 2013 des NASCAR Sprint Cup am Daytona International Speedway (Daytona 500 2013) gleichzeitig mit dem NASCAR-Rennfahrzeug mit daran angelehnter Gestaltung, erstmals präsentiert und war in den USA zwischen 2013 (Modelljahr 2014) und 2017 (Modelljahr 2017) erhältlich. Die Produktion wurde gleichzeitig mit der des Holden Commodore VF und der Schließung des GM-Werks in Australien eingestellt.

## Technik
Das Fahrzeug basiert auf dem Holden Commodore der vierten Generation in der Serie VF (GM-Zeta-Plattform). Technisch ist der Chevrolet SS weitgehend identisch mit dem HSV Clubsport, hat allerdings im Vergleich zu diesem eine geringfügig reduzierte Leistung. Als Motor kommt ein V8-Ottomotor (GM V8 in der Version mit dem Motorcode LS3) mit einer maximalen Leistung von 415 hp (309 kW / 420 PS), kombiniert mit einem sechsstufigen Automatikgetriebe zum Einsatz. Die Beschleunigung von 0 auf 97 km/h (60 mph) wird mit 4,6 Sekunden angegeben.

## Technische Daten
| Modell                                | 6.2 V8 SS                  |
| Motorart                              | Ottomotor                  |
| Motorbauart                           | V8                         |
| Motorcode                             | LS3                        |
| Hubraum in cm³                        | 6162                       |
| Verdichtung                           | 10 : 1                     |
| Ventilsteuerung                       | OHV                        |
| max. Leistung in kW (HP/PS) bei min−1 | 309 (415/420) bei 5900     |
| max. Drehmoment in Nm bei min−1       | 563 bei 4600               |
| Getriebe, serienmäßig                 | 6-Stufen-Automatikgetriebe |
| Höchstgeschwindigkeit in km/h         | 257                        |
| Beschleunigung, 0–100 km/h            | 4,7 s                      |
| Verbrauch nach EPA in l/100 km        | 10,2                       |
| Kohlenstoffdioxid-Emissionen in g/km  | 237                        |
| Tankinhalt in l                       | 71                         |
| Preis in USD                          | 45.745 (1)                 |

Quelle: